# Fotella fragosa
Fotella fragosa là một loài bướm đêm trong họ Noctuidae.